# Cantharellus ignicolor
Cantharellus ignicolor é uma espécie de fungo pertencente à família Cantharellaceae.